# HMS Firedrake (H79)
HMS «Файрдрейк» (H79) (англ. HMS Firedrake (H79) — військовий корабель, ескадрений міноносець типу «F» Королівського військово-морського флоту Великої Британії за часів Другої світової війни.

## Історія створення
HMS «Файрдрейк» був закладений 5 липня 1933 на верфі компанії Parsons Marine Steam Turbine Company, Волсенд. 30 травня 1935 увійшов до складу Королівських ВМС Великої Британії.